# Piotr Prusow
Piotr Michajłowicz Prusow, ros. Пётр Михайлович Прусов, biał. Пётр Міхайлавіч Прусаў (ur. 6 stycznia 1942 w wiosce Zubki, rejon łozieński, obwód witebski, zm. 19 marca 2017 w Togliatti) – białoruski konstruktor samochodowy, główny konstruktor AwtoWAZ (1998–2003), doktor nauk technicznych. Zasłużony konstruktor Federacji Rosyjskiej (1995), zasłużony inżynier-mechanik Rosyjskiej FSRR (1984).

## Życiorys
Był piątym i ostatnim dzieckiem w rodzinie. Jego ojciec, Michaił Władimirowicz Prusow, był brygadierem kołchozu, uczestnikiem trzech wojen i kawalerem Orderu Czerwonej Gwiazdy. Matka, Olga Emiljanowna Prusowa (z domu Łakisoła), była robotnicą kołchozu, uhonorowaną Orderem „Znak Honoru” oraz dwoma brązowymi medalami Wystawy Osiągnięć Gospodarki Narodowej ZSRR.

### Edukacja
W 1962 roku Piotr Prusow ukończył horodockie Technikum Mechanizacji Rolnictwa (rejon horodecki, obwód witebski). Równocześnie w 1961 roku rozpoczął studia w horygorieckiej Akademii Rolniczej, którą musiał porzucić po pierwszym roku.
Przez krótki czas pracował jako inżynier mechanizacji w kołchozie im. Kalinina w Kolyszanach (rejon łozieński). W jesieni 1962 roku został powołany na obowiązkową służbę wojskową do Armii Radzieckiej. W 1963 roku przebywał w składzie ograniczonego kontyngentu specjalistów radzieckich w Algierii, gdzie brał udział w rozminowywaniu granicy algiersko-marokańskiej i algiersko-tunezyjskiej. Tam odniósł ciężkie rany.
W 1970 roku ukończył Zaporoski Instytut Budowy Maszyn im. W. Ja. Czubarja, uzyskując dyplom inżyniera-mechanika o specjalizacji „Samochody i ciągniki”. Od 1967 roku pracował dorywczo w zakładzie Komunar (ZAZ).

### AwtoWAZ
Po ukończeniu instytutu z wyróżnieniem został przydzielony do pracy w Wołżańskiej Fabryce Samochodów. W latach 1970–1975 pracował jako inżynier-konstruktor w dziale projektowania podwozia, pod kierownictwem głównego konstruktora fabryki.
W kwietniu 1972 roku został mianowany głównym konstruktorem projektu WAZ-2121 (Łada Niva).
W latach 1975–1978 pełnił funkcję kierownika biura konstrukcyjnego do projektowania perspektywicznych samochodów pod kierownictwem głównego konstruktora w Wołżańskiej Fabryce Samochodów. W 1977 roku obronił pracę doktorską dotyczącą Cech transmisji samochodów z napędem na cztery koła.
W latach 1978–1983 pracował jako kierownik działu układu ogólnego pod kierownictwem głównego konstruktora w Wołżańskiej Fabryce Samochodów. W latach 1983–1988 pełnił funkcję zastępcy głównego konstruktora i zastępcy kierownika działu w Wołżańskiej Fabryce Samochodów.
W 1986 roku obronił pracę doktorską dotyczącą Typów samochodów osobowych w Związku Radzieckim zdobywając tytuł doktora nauk.
W latach 1988–1998 pracował jako kierownik działu projektowania samochodów w Kompleksie Konstrukcyjno-Doświadczalnym Naukowo-Technicznego Centrum i zastępca głównego konstruktora w Zjednoczeniu Produkcyjnym „AwtoWAZ”. W latach 1998–2003 pełnił funkcję głównego konstruktora w Departamencie Rozwoju OAO „AwtoWAZ”.
W 2003 roku przeszedł na emeryturę.
Od 2007 roku był wiodącym inżynierem w dziale homologacji w dziale projektowania i monitorowania stanu pojazdu w Dyrekcji Inżynieryjnej OAO „AwtoWAZ”.

## Nagrody i tytuły
- uhonorowany Orderem „Znak Honoru” (1976), medalami Za oswojenie dziewiczych ziem (1959), Za pracowniczą dzielność (1986) i Za zasługi przed Republiką Czeczeńską (2012), a także złotą (1984) i srebrnymi medalami Wystawy Osiągnięć Gospodarki Narodowej ZSRR (1977, 1988, 1991)
- Zasłużony Inżynier Budowy Maszyn RFSRR (1984)
- Zasłużonego Konstruktora Federacji Rosyjskiej (1995)
- honorowy obywatel miasta Togliatti (2012)
- honorowy obywatel obwodu samarskiego (2016)